# 1952 في الفلبين
فيما يلي قوائم الأحداث التي وقعت خلال عام 1952 في الفلبين.

## سياسة

### تعيين في المنصب
- 5 مارس – كوينتن باريديس رئيس مجلس الشيوخ في الفلبين [الإنجليزية]‏.

### انتهاء فترة المنصب
- 17 أبريل – كوينتن باريديس رئيس مجلس الشيوخ في الفلبين [الإنجليزية]‏.

## مواليد

### يناير
- 1 يناير – رادولان ساهيرون

### فبراير
- 11 فبراير – دان ليم سياسي فلبيني.
- 19 فبراير – ألفارو أنطونيو سياسي فلبيني.
- 28 فبراير – كريستينا رينز ممثلة أمريكية.

### مارس
- 16 مارس – رودي فرنانديز

### أغسطس
- 23 أغسطس – يوجينيو لوبيز الثالث

### سبتمبر
- 12 سبتمبر – ميخائيل تان
- 14 سبتمبر – أبيت جويدابين لاعب كرة سلة فلبيني.

### نوفمبر
- 10 نوفمبر – بن فيلافلور ملاكم فلبيني.

## وفيات

### أكتوبر
- 10 أكتوبر – جبريل رييس (مواليد 1892) قس فلبيني.